# Língua crioula de Bioco

O Pichi é um dos idiomas mais falados da Ilha de Bioco, localizada na Guiné Equatorial. Com pelo menos 200.000 falantes, o pichi é um crioulo atlântico de base lexical inglesa que descende do krio (Serra Leoa) e compartilha características com línguas irmãs da África Ocidental como o aku (Gâmbia) e os pidgins nigeriano, camaronês e ganense. Além disso, o contato com o espanhol, uma das línguas oficiais da Guiné Equatorial, teve impacto significativo no vocabulário e na gramática do pichi.

Mapa da Guiné Equatorial e de suas Ilhas.

## Etimologia
A maioria dos atuais falantes do pichi referem-se à língua como pichinglis, pichin ([pitʃı͂] pronunciado com a vogal final anasalada) ou, mais comumente, pichi. Os falantes mais antigos, no entanto, às vezes se referem à língua como krio, da qual o pichi é derivada.
O exônimo "Inglês Crioulo de Fernando Pó" faz referência à região onde o pichi é falado, a Ilha de Bioco, que se chamava Ilha de Fernando Pó. Fernando Pó foi um navegador português que explorou a costa ocidental da África, chegando à maior ilha do Golfo da Guiné em 1472 e nomeando-a com o seu nome.
Uma língua crioula é aquela falada por uma comunidade multilíngue que perdeu parte dos laços culturais e linguísticos dos seus antepassados devido à colonização. No caso do pichi, ele é um crioulo que possui uma base lexical oriunda da língua inglesa.

## Distribuição geográfica
A língua crioula de Bioco é a mais falada na capital Malabo, superando até mesmo o espanhol e sendo a primeira língua da maioria dos habitantes. O pichi é a primeira língua também de cidades da costa da Ilha de Bioco, como Sampaca, Fiston, Basupú, Barrio las Palmas e Luba. O pichi é usado também como língua franca em toda a Ilha de Bioco.

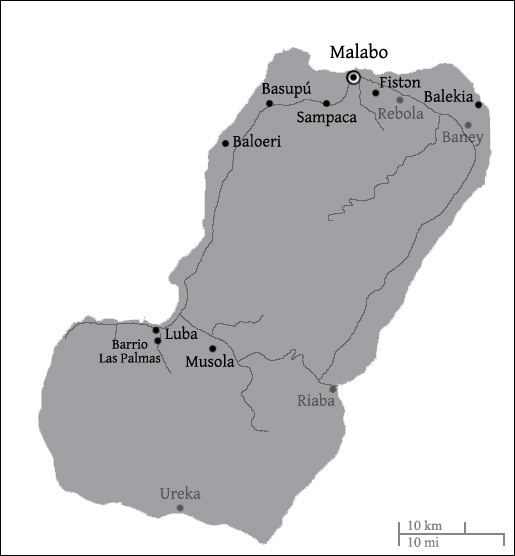
Mapa da Ilha de Bioco com as cidades falantes de pichi assinaladas.

## História
O pichi faz parte da camada mais antiga das línguas crioulas africanas, com um léxico derivado do inglês, que remonta ao século XVIII, quando africanos e afro-americanos escaparam dos horrores da escravidão e começaram a moldar uma cultura afro-europeia ao longo da costa oeste do continente africano. A língua dessa cultura - a família dos crioulos de base lexical inglesa à qual pertence o pichi - constitui assim um monumento às conquistas da diáspora africana, que conseguiu estabelecer-se na bacia atlântica, uma das zonas culturais e linguísticas mais importantes do hemisfério ocidental.
O pichi é um elo na cadeia de variedades crioulas, uma língua internacional que permite a comunicação de centenas de milhares de falantes na África Ocidental e também permite um certo grau de inteligibilidade com falantes de línguas semelhantes do outro lado do Atlântico.
A evolução que o Pichi teve desde 1857 constitui um impedimento para a comunicação fluida entre seus falantes e as dessas outras línguas. Nesse mesmo ano, a Espanha começou a exercer sua soberania sobre a Guiné Equatorial e o espanhol substituiu o inglês como língua da dominação colonial na ilha de Bioco. Desde então, o pichi afastou-se da influência direta do inglês, enquanto as outras línguas do mesmo ramo mantiveram contato com esse idioma e a sua aproximação ao espanhol é a razão determinante para a sua diferenciação entre os demais crioulos atlânticos.

### Preconceito linguístico
O domínio colonial espanhol promoveu uma atitude negativa em relação às línguas africanas em geral. As semelhanças superficiais entre o vocabulário do pichi e do inglês e a suposta simplificação das estruturas do inglês que os observadores europeus pensaram encontrar em um idioma que não dominavam, combinados com a ideia racista da superioridade das línguas europeias, fizeram com que os administradores e missionários espanhóis considerassem o pichi como uma forma empobrecida e desgastada do inglês. Essa perspectiva foi assimilada por muitos falantes do pichi e persiste até hoje, contudo, o pichi tem lutado contra esse legado preconceituoso que vem impedindo a legitimação e conhecimento verdadeiro desse idioma.

## Fonologia

### Consoantes
|             | Bilabial | Labiodental | Alveolar | Pós-Alveolar | Palatal | Velar | Labiovelar | Uvular | Glotal |
| ----------- | -------- | ----------- | -------- | ------------ | ------- | ----- | ---------- | ------ | ------ |
| Plosiva     | p b      |             | t d      |              |         | k ɡ   | k͡p g͡b      |        |        |
| Africada    |          |             |          | t͡ʃ d͡ʒ        |         |       |            |        |        |
| Nasal       | m        |             | n        |              | ɲ       | ŋ     |            |        |        |
| Fricativa   |          | f v         | s        |              |         |       |            | ʁ      | h      |
| Aproximante |          |             |          |              | j       |       | w          |        |        |
| Lateral     |          |             | l        |              |         |       |            |        |        |

### Vogais
|             | Anterior | Posterior |
| ----------- | -------- | --------- |
| Fechada     | i        | u         |
| Semifechada | e        | o         |
| Semiaberta  | ɛ        | ɔ         |
| Aberta      | a        |           |

### Tons
O pichi é divido em dois tons: o alto (A) e o baixo (B). A unidade fonológica que possui os tons é a sílaba. As sílabas átonas (X) não possuem tons lexicais especificados, mas sua especificação padrão é tipo B.

#### Tons lexicais
Os tons lexicais são usados para diferenciar palavras que teriam grafia igual. Pode-se observar abaixo como o acento gráfico mudou o significado dos termos:
| Palavra em Pichi | Tradução para o Português |
| ---------------- | ------------------------- |
| bɔ̀t              | 'mas'                     |
| bày              | 'por'                     |
| lɛ̀k              | 'como'                    |
| sò               | 'assim'                   |

| Palavra em Pichi | Tradução para o Português |
| ---------------- | ------------------------- |
| bɔt              | 'dar um golpe na cabeça'  |
| bay              | 'comprar'                 |
| lɛk              | 'gostar'                  |
| so               | 'costurar; mostrar"       |

Pode-se observar pelos exemplos das tabelas que o pichi possui pares mínimos, ou seja, duas palavras que dependem unicamente de um só fonema ou tonema para distinguir o seu significado.

## Ortografia
Não existe uma ortografia padrão para o pichi. Em orações que possuem elementos provenientes da língua espanhola, a ortografia do espanhol é utilizada. O uso da ortografia do krio para representar o pichi foi empregada pelo linguista Kofi Yakpo, com a justificativa prática de que a ortografia do krio é embasada em convenções que guiaram a escrita de outras línguas da região. Além disso, o uso dessa ortografia facilita a comparação do pichi com o krio, que é seu parente mais próxima.
Em 2006, Morgades Besari desenvolveu uma ortografia para o pichi para o Instituto de Linguística da Academia de Ciências da Guiné (CICTE- El Consejo de Investigaciones Científicas y Tecnológicas de Guinea Ecuatorial). Esse sistema foi inspirado pelas normas de escrita espanhola e pelo povo bubi. Na tabela abaixo está a comparação entre o alfabeto fonético internacional (IPA), a ortografia do Krio e a de Morgades, nas situações em que os símbolos dessas duas últimas se diferenciam do IPA.
| IPA | Krio | Morgades |
| --- | ---- | -------- |
| tʃ  | ch   | ch       |
| dʒ  | j    | dj       |
| ʃ   | sh   | sh       |
| ɲ   | ny   | ñ        |
| h   | h    | j        |
| w   | w    | u        |
| y   | y    | i        |
| ɔ   | ɔ    | ö        |
| ɛ   | ɛ    | ë        |

## Gramática

### Pronomes
| pessoa e número | pronomes dependentes | pronomes dependentes | pronomes dependentes | pronomes independentes |
|                 | sujeito              | possessivo           | objeto               | objeto enfático        |
| --------------- | -------------------- | -------------------- | -------------------- | ---------------------- |
| 1SG             | à                    | mì                   | = àn                 | mi                     |
| 2SG             | yù                   |                      | = àn                 | yu                     |
| 3SG             | è                    | ìn                   | = àn                 | in                     |
| 1PL             | wì                   |                      | = àn                 | wi                     |
| 2PL             | ùna, ùnu             |                      | = àn                 | ùna, ùnu               |
| 3PL             | dέn                  |                      | = àn                 | dɛn                    |

#### Pronomes demonstrativos
Os pronomes demonstrativos do pichi podem ser divididos para o que está próximo e para o que está distante em classes atributivas, pronominais, presentativas e dêiticos adverbiais.
| tipo de dêixis          | atributiva | pronominal      | presentativa | dêitico adverbial |
| ----------------------- | ---------- | --------------- | ------------ | ----------------- |
| próximo                 | di/dis     | di/dis wan; dis | dis          | ya                |
| distante                | da/dan     | da/da wan; dat  | dat          | de                |
| partícula pluralizadora | dέn        |                 |              |                   |

Exemplos em frases:
Os pronomes 'di' e 'dis' têm função equivalente, apesar de que 'di' seja mais comum como um demonstrativo de proximidade.
- Djunais tɔk se, nɔ Rubi di gɛl lɛk yu.

‘Djunais said, really Rubi, this girl likes you.’ ('Djunais disse: "sério Rubi, esta garota gosta de você")
As duas formas 'da' e 'dan' têm a mesma função. A forma 'dan' é usada na maioria dos casos e pode ser pluralizada com a partícula 'dέn', que vem depois do substantivo.
- Ɔl dan pìkín dɛ̀n nà dan man ìn yon.

‘All those children are that man’s.’ ('Todas aquelas crianças são daquele homem.')

### Verbos
Pichi é uma linguagem de aspecto proeminente, na qual o aspecto (e o modo), em vez do tempo, desempenha um papel dominante na expressão de relações temporais. Além disso, o sistema modal inclui uma oposição indicativo-subjuntivo.

#### Modo
As categorias de modo do pichi são dinâmica, deôntica e epistêmica.

##### 1) Dinâmica
A modalidade dinâmica é dividida em Habilidade e desejo / intenção.
a) Habilidade
- Dì man è no sàbí tɔk Pànyá.

‘The man doesn’t know how to speak Spanish.’ ('O homem não sabe falar espanhol'.)
b) Desejo / intenção
- À want tɔk dan smɔl tɔk de.

‘I want to say that particular small word.’ ('Quero dizer aquela palavrinha em particular')

##### 2) Deôntica
A categoria deôntica é dividida em subjuntivo; obrigações, necessidades e permissões; e diretivos.
a) Subjuntivo
O subjuntivo é marcado pelo complementador verbal 'mek'.
b) Obrigações, necessidades e permissões
- Afta yù fɔ̀ pe dɛn.

‘Then one has to pay them.’ ('Então é preciso pagá-los')
c) Diretivos
Os diretivos impõe condições de obrigação ao destinatário.
- Tɛl mi dì nem!

'Tell me the name!’ ('Me fale o nome!')

##### 3) Epistêmica
A categoria espistêmica é dividida em potencial, possibilidade, certeza e afirmação.
a) Potencial
- À fia se dɛ̀n gò bɛ̀lɛ́ mì pìkín fɔ̀ mi.

‘I feared that my child might be impregnated [on me].’ ('Temia que o meu filho pudesse estar impregnado [em mim]')
b) Possibilidade
- È fit kan tumara.

‘He might come tomorrow.’ ('Ele pode vir amanhã')
c) Certeza
- Dɛ̀n bìn gɛt fɔ̀ sàbí se è gò kan.

‘They must have known that she would come.’ ('Eles devem ter sabido que ela viria')
d) Afirmação
- Dɛ̀n bɔn nà Corisco tru tru.

‘They were really born on [the island of] Corisco.’ ('Eles nasceram realmente em [a ilha de] Corisco')

#### Aspecto
Os tipos de aspecto do pichi são o ingressivo, egressivo, completivo, continuativo e prospectivo.
| Aspecto      | Auxiliar                | Tradução                                              |
| ------------ | ----------------------- | ----------------------------------------------------- |
| Ingressivo   | bìgín (dè)              | ‘begin’ ('começar')                                   |
| Egressivo    | (jis/jɔs) kɔ̀mɔ́t jis/jɔs | 'just have' / 'just' ('acabei de fazer'/ 'acabei de') |
| Completivo   | finis                   | 'finish' ('terminou')                                 |
| Continuativo | (stil) sigue stil       | 'continue' / 'still' ('continuar' / 'ainda')          |
| Prospectivo  | want (dè)               | 'be about to' ('estar prestes a')                     |

1) Ingressivo
- À bìgín go skul.

'I began going to school.’ ('Eu comecei a ir à escola')
2) Egressivo
- à jɔs bay sɔ̀n

‘I just bought some.’ ('Eu acabei de comprar um pouco.')
3) Completivo
- È finis bɛn dì pisis fayn.

‘She has finished folding the piece of cloth real nice.’ ('Ela terminou de dobrar o pedaço de pano muito bem')
4) Continuativo
- Ɛ̀f yù stil dè smok, yù gò sik.

‘If you continue smoking, you’ll be sick.’ ('Se você continuar a fumar, você ficará doente.')
5) Prospectivo
- È want lɔn lɛ̀kɛ ìn pàpá.

‘She’s about to become as tall as her father.’ ('Ela está prestes a tornar-se tão alta como o seu pai.')

#### Tempos verbais
Os tempos verbais do pichi são o pretérito-mais-que-perfeito, pretérito, presente e futuro.

##### Passados
O pichi possui dois tipos de passado: o pretérito-mais-que-perfeito (past-before-past) e o pretérito (past).
Ambos podem usar a partícula 'bìn' antes do verbo para marcar o tempo verbal passado. Verbos no pretérito também podem ser antecedidos pelas partículas 'kan' e 'dɔn'.
Exemplo:
- À kan kɔ̀mɔ́t nà dan hos we à bìn de.

‘I left that house where I had been.’ ('Saí daquela casa onde tinha estado')

##### Presente
O tempo presente não é expresso por meio de elementos especializados para essa função, geralmente é acompanhado do marcador de aspecto 'dè'.

##### Futuro
O futuro pode ser expressado explicitamente pelo marcador 'gò'.
Exemplo:
- Mi gò bi dì dɔkta.

‘I’ll be the doctor.’ ('Eu serei o médico')

### Número
Pichi diferencia o singular e plural através de uma partícula pluralizadora 'dέn', o mesmo da terceira pessoa do plural. Essa partícula é semelhante a um clítico em um aspecto: o fato de não poder ser separado do substantivo ao qual se refere. Normalmente, o pluralizador 'dέn' acompanha substantivos contáveis, mas ele também pode acompanhar substantivos coletivos como 'pipul' ('people', coletivo de pessoa) 
Exemplos:
- Yù no fit jɔs tròwé dì tin dɛ̀n nà strit so.

‘You can’t just throw the things into the street like that.’ ('Você não pode simplesmente jogar as coisas na rua assim.') 
- Fɔ̀ pipul dɛ̀n, pipul dɛ̀n kin de nà rod, plɛnte.

‘Because of people, people are usually on the road, a lot.’ ('Por causa das pessoas, as pessoas estão normalmente na estrada, muitas vezes.')

### Ordem da frase e alinhamento
O pichi possui uma ordem de palavras sujeito-verbo em orações intransitivas e uma ordem sujeito-verbo-objeto em orações transitivas.
Exemplos:
Oração intransitiva
- Dì chia è blak

‘The chair is black' ('A cadeira é preta')
Oração transitiva
- È dɔn chàkrá mared.

‘She has ruined [the] marriage.’ ('Ela arruinou [o] casamento')

## Vocabulário

### Palavras e expressões iguais ao Espanhol
Alguns substantivos, verbos, adjetivos, numerais, unidades de tempo, cores, advérbios e expressões do pichi são idênticas ao espanhol.
Exemplo de:
- Substantivo: 'colegio' ('colégio')
- Verbo: 'entiende' ('entende')
- Adjetivo: 'malo' ('mau')
- Numeral: 'cuatro' ('quatro')
- Expressão idiomática: 'Pero chico,' ('Mas cara,')[21]

### Lista de Swadesh (vocabulário básico)
A Lista de Swadesh é um vocabulário básico teoricamente comum a todos os idiomas, desenvolvida pelo linguista Morris Swadesh. Pode-se observar a lista em português com tradução para o Pichi:
| português | Pichi                      |
| --------- | -------------------------- |
| eu        | à                          |
| tu        | yu                         |
| nós       | wi                         |
| este      | di / dis                   |
| aquele    | da / dan                   |
| quem      | udat / pɔsin               |
| que       | tin / wetin / mek/ se / we |
| não       | no                         |
| tudo      | ɔl                         |
| muito     | mɔch / bɔ ̀ku / plɛnte      |
| um        | wan / sɔ ̀n                 |
| dois      | tu                         |
| grande    | big                        |
| longo     | lɔn                        |
| pequeno   | smɔl                       |
| mulher    | human                      |
| homem     | man                        |
| pessoa    | pɔsin                      |
| peixe     | pis                        |
| pássaro   | pàmbɔ ́d                    |
| cachorro  | dɔg                        |
| piolho    | lɔs                        |
| árvore    | stik                       |
| folha     | lif                        |
| carne     | bif                        |
| sangue    | blɔd                       |
| osso      | bon                        |
| ovo       | ɛks                        |
| pena      | fɛda                       |
| pelo      | hia                        |
| cabeça    | hed                        |
| olho      | yay                        |
| orelha    | yes                        |
| nariz     | nos                        |
| boca      | mɔt                        |
| dente     | tit                        |
| língua    | tɔng                       |
| pé        | fut                        |
| joelho    | ni                         |
| mão       | han                        |
| pescoço   | nek                        |
| peito     | bɔ ̀bí / chɛs / bɛg         |
| coração   | hat                        |
| fígado    | liba                       |
| beber     | dring                      |
| comer     | chɔp                       |
| morder    | bɛt                        |
| ver       | si                         |
| ouvir     | yes                        |
| saber     | sàbi                       |
| dormir    | slip                       |
| morrer    | day                        |
| matar     | kil                        |
| nadar     | swin                       |
| voar      | flay                       |
| caminhar  | waka                       |
| vir       | kan                        |
| sentar    | sìdɔ ́n                     |
| para      | stɔp                       |
| dar       | gi                         |
| dizer     | se / tɛl / kàká            |
| sol       | san                        |
| lua       | mun                        |
| estrela   | sta                        |
| água      | wàta / wɔ ̀ta               |
| chuva     | ren                        |
| pedra     | ston                       |
| areia     | sànsán                     |
| terra     | grɔn / sànsán              |
| fogo      | faya                       |
| cizas     | hasis                      |
| queimar   | ros                        |
| caminho   | we                         |
| vermelho  | rɛd                        |
| verde     | grin                       |
| branco    | wayt                       |
| preto     | blak                       |
| noite     | nɛt                        |
| quente    | hɔt                        |
| frio      | kol                        |
| cheio     | ful                        |
| novo      | nyu                        |
| bom       | gud                        |
| seco      | dray                       |